# 리처드슨 외삽법
리처드슨 외삽법(영어: Richardson extrapolation)은 수치해석학에서 수열의 수렴률을 향상시키기 위해 사용되는 급수가속법의 일종이다. 20세기 초 이 방법을 발견한 루이스 프라이 리처드슨의 이름이 붙었다.